# ルトヤント (小惑星)
ルトヤント (2518 Rutllant) は、小惑星帯にある小惑星。カルロス・トーレスによってチリ大学のセロ・エル・ロブレ観測所で発見された。
スペイン出身のチリの天文学者、フェデリコ・ルトヤント・アルシーナに因んで命名された。